# Mały Smólsk
Mały Smólsk – jezioro bezodpływowe w Polsce, położone w województwie wielkopolskim, w powiecie złotowskim, w gminie Zakrzewo, leżące na terenie Pojezierza Południowokrajeńskiego

## Dane morfometryczne
Powierzchnia zwierciadła wody według różnych źródeł wynosi od 1,7 ha do 2,6 ha (lustra wody)/(ogólna).
Zwierciadło wody położone jest na wysokości 116,5 m n.p.m.

## Hydronimia
Według spisu opracowanego przez Komisję Nazw Miejscowości i Obiektów Fizjograficznych (KNMiOF) zestandaryzowana nazwa tego jeziora to Mały Smólsk. Dane z państwowego rejestru nazw geograficznych podają oboczną nazwę tego jeziora – Smolsk Mały.